# Polo aquático nos Jogos Pan-Americanos de 1987
As competições de polo aquático nos Jogos Pan-Americanos de 1987 foram realizadas em Indianápolis, Estados Unidos. O torneio foi disputado apenas entre homens. Esta foi a décima edição do esporte nos Jogos Pan-Americanos.
| Evento                  | Ouro               | Prata    | Bronze |
| ----------------------- | ------------------ | -------- | --- |
| Polo aquático masculino | USA Estados Unidos | CUB Cuba | BRA Brasil Ayrton P. C. Silva Eduardo Comini Eric Borges Fernando Rocha Filho Fernando Carsalade Francisco Chaves Neto Gilberto Gargiulo Gilberto Guimarães Hélio Filho João Meireles Mário E. A. Souto Sérgio S. Figueiredo Jr. Sílvio Manfredi |

1. ↑  «Brazilian medalists at 1987 Pan». Folha de S.Paulo. 2007. Consultado em 5 de julho de 2013

- Pan American Games water polo medalists on HickokSports